# 芸能義塾大学
芸能義塾大学（げいのうぎじゅくだいがく）はインターネットテレビ局AbemaTVのAbemaSPECIALチャンネルで2017年2月5日から2018年3月31日まで配信されていたトークバラエティ番組。
放送開始当初から2017年6月25日までは『テレビじゃ教えてくれない!業界裏教科書』（テレビじゃおしえてくれないぎょうかいうらきょうかしょ）のタイトルで配信された。

## 概要
ベテラン芸能人がテレビ出演時の秘︎テクニックを若手女性芸能人に講義する番組。芸能界生き残りテクニック、ひいては仕事術、人生における成功術を披露する。
講師、受講者は毎回異なり、進行を務めるテレビ朝日アナウンサー・ 大熊英司のみがレギュラー出演者。Chateau Ameba（シャトーアメーバ）の一角を使い配信される。
2017年6月25日に最終回。7月13日からは番組名を「芸能義塾大学」と改題の上、リニューアル。
「裏教科書」は生配信番組であったが、「芸能義塾大学」は原則録画配信となっていた。

## 出演者
- 大熊英司（テレビ朝日アナウンサー）

## ゲスト

### テレビじゃ教えてくれない!業界裏教科書
| 話数 | 配信日       | 講師                 | 講義テーマ                                                                 | 受講者                                                         | 備考 |
| ---- | ------------ | -------------------- | -------------------------------------------------------------------------- | -------------------------------------------------------------- | ---- |
| 1    | 2017年2月5日 | 品川祐               | トーク番組で爪痕を残す方法                                                 | 筧美和子、池田美優、松元絵里花、武田あやな、ほのか             |      |
| 2    | 2月12日      | 陣内智則             | 女性タレントとして売れ続ける秘訣                                           | 池田美優、武田あやな、前田亜美、やのあんな、梅田彩佳           |      |
| 3    | 2月19日      | 島田秀平&出雲阿国    | 一流芸能人の手相&風水テク                                                  | 野呂佳代、今井華、ほのか、本郷杏奈、RaMu                       |      |
| 4    | 2月26日      | 武井壮               | 一発屋で終わらないためのチャンスをモノにする方法                           | 池田美優、柳美稀、滝口ひかり、ほのか、加藤ナナ                 |      |
| 5    | 3月5日       | 銀シャリ             | ロケ仕事が増えるテクニック                                                 | 市川美織、梅田彩佳、武田あやな、堀田茜、モーガン茉愛羅         |      |
| 6    | 3月12日      | 関根勤               | グラビアモデルが売れるポイント                                             | 徳本夏恵(なちょす)、都丸紗也華、永尾まりや、前田亜美、増田有華 |      |
| 7    | 3月19日      | 千原せいじ           | 海外ロケから無傷で帰ってくる方法講座                                       | おのののか、ゆきぽよ、都丸紗也華、吉本実憂                     |      |
| 8    | 3月26日      | とにかく明るい安村   | 撮られちゃった芸能人＆元『週刊文春』記者から学ぶ写真週刊誌から身を守る方法 | 菊地亜美、池田美優、入矢麻衣、松本愛、RaMu                     |      |
| 9    | 4月9日       | 品川祐               | スタジオ収録の立ち回り術講座                                               | 池田美優、堀田茜、田中道子、都丸紗也華、ほのか                 |      |
| 10   | 4月16日      | 銀シャリ             | グルメロケはこれで完璧！次も呼ばれるタレントになる講座                     | 菊地亜美、池田美優、山地まり、ほのか、横田ひかる               |      |
| 11   | 4月23日      | パンクブーブー黒瀬   | 地方局の仕事を掴む方法                                                     | 梅田彩佳、都丸紗也華、山地まり、ほのか、前田亜美               |      |
| 12   | 5月21日      | 劇団ひとり           | 絶対に食いっぱぐれない『泣き枠』タレント養成講座                           | 菊地亜美、北原里英、山地まり、RaMu                             |      |
| 13   | 5月28日      | 土田晃之             | バラドル界の2大レジェンドから学ぶ芸能界生き残り術 講座                     | 堀田茜、入山杏奈、岡田結実、太田唯、内藤理沙、NiKi             |      |
| 14   | 6月4日       | 大久保佳代子         | こんな女性タレントは嫌われる！女性タレントのNG行動講座                     | 北原里英、山地まり、Niki、青山めぐ                             |      |
| 15   | 6月11日      | 遠藤章造（ココリコ） | 大物たちの心に響く名言に学ぶ                                               | 堀田茜、入山杏奈、太田唯、市川美織、入矢麻衣                   |      |
| 16   | 6月18日      | ざわちん             | いいね！を増やして 仕事も増やせ！ インスタ美人になる メイク＆自撮り術講座  | 菊地亜美、前田亜美、山地まり、菜乃花、ほのか                   |      |
| 17   | 6月25日      | 勝俣州和             | 女帝 和田アキ子の取扱い説明書                                              | Niki、長澤茉里奈、大川藍、池田美優、菊地亜美                   |      |

### 芸能義塾大学
| 話数 | 配信日        | 講師                                          | 講義テーマ                                                                              | 受講者                                                                                             | 備考            |
| ---- | ------------- | --------------------------------------------- | --------------------------------------------------------------------------------------- | -------------------------------------------------------------------------------------------------- | --------------- |
| 1    | 2017年7月13日 | 熊田曜子                                      | 夏に向けて2週間で結果にコミットするグラドル流完璧ボディの作り方                         | 池田美優、梅田彩佳、大川藍、Niki、野呂佳代、璃子                                                   |                 |
| 2    | 7月20日       | 鈴木あきえ                                    | 合格点レベルの取れ高を掴むコミュニケーションテクニック講座                              | 岡井千聖、岡田結実、小倉優香、内藤理沙、Niki、山田菜々                                             |                 |
| 3    | 7月27日       | カンニング竹山                                | 絶対消えない業界生き残りメソッド 飛び抜けた人気はないけど業界でポジションを確立する方法 | 入山杏奈、岡井千聖、都丸紗也華、Niki、山地まり                                                     |                 |
| 4    | 8月3日        | 矢口真里                                      | ついたあだ名はワイプモンスター 矢口真里が教えるワイプ術                                 | 菊地亜美、北原里英、柴田あやな、Niki、山地まり                                                     |                 |
| 5    | 8月10日       | 岡田圭右（ますだおかだ）                      | これを知ればスベるのなんか怖くない！ロケや収録を盛り上げるテクニック講座                | 池田美優、菊地亜美、北原里英、NIKi、山地まり                                                       |                 |
| 6    | 8月17日       | カラテカ入江                                  | 5000人飲みから生まれた人心掌握術講座                                                    | 池田美優、岡田サリオ、Niki、山崎春佳、山地まり                                                     |                 |
| 7    | 8月24日       | 吉村崇（平成ノブシコブシ）                    | キャスティングされるキャラの見つけ方講座                                                | 今井華、入矢麻衣、都丸紗也華、ほのか、山地まり                                                     |                 |
| 8    | 9月7日        | 水道橋博士                                    | 業界歴30年に基づく業界生き残り講座                                                      | 今井華、入矢麻衣、都丸紗也華、ほのか、山地まり                                                     |                 |
| 9    | 9月14日       | 吉澤ひとみ                                    | ノースキャンダルで結婚する秘訣講座                                                      | 岡井千聖、岡田ロビン翔子、Niki、ほのか、山地まり                                                   |                 |
| 10   | 9月21日       | スリムクラブ                                  | 芸能界は本音で語る人が生き残れる講座                                                    | 岡井千聖、菊地亜美、NiKi、ほのか、山地まり                                                         |                 |
| 11   | 10月5日       | トータルテンボス                              | ドッキリを正しくリアクションをするコツ講座                                              | 菊地亜美、團遥香、都丸紗也華、NiKi、山地まり                                                       |                 |
| 12   | 10月13日      | 千鳥                                          | 地方ロケを成功させるコツ講座                                                            | 菊地亜美、都丸紗也華、NiKi、華村あすか、山地まり                                                   |                 |
| 13   | 10月20日      | 濱口優（よゐこ）                              | 過酷ロケをものにするコツ講座                                                            | 今井華、NiKi、華村あすか、宮沢セイラ、山地まり                                                     |                 |
| 14   | 10月27日      | 土田晃之                                      | アイドル生き残り術                                                                      | 志村理佳 （SUPER☆GiRLS）、村田寛奈 （9nine）、西脇彩華 （9nine）、宮崎理奈 （SUPER☆GiRLS）、吉川友 |                 |
| 15   | 11月10日      | AYA                                           | 完璧ボディメイク講座                                                                    | 小倉優香、北原里英、ジャスミンゆま、関あいか、NiKi                                                 |                 |
| 16   | 11月17日      | 川島明（麒麟）                                | 関西番組NG行動講座                                                                      | 小倉優香、北原里英、久間田琳加、NiKi、山地まり                                                     |                 |
| 17   | 12月1日       | 小峠英二（バイきんぐ）                        | ドッキリ番組正しいハメられ方講座                                                        | 今井華、菊地亜美、関あいか、NiKi、山地まり                                                         |                 |
| 18   | 12月8日       | レイザーラモン                                | ブレイク時にしがちな失敗あるある講座                                                    | 今井華、重盛さと美、ジャスミンゆま、NiKi、山地まり                                                 |                 |
| 19   | 12月15日      | 狩野英孝                                      | ポンコツ芸人取り扱い講座                                                                | 今井華、入矢麻衣、梅田彩佳、関あいか、NiKi                                                         |                 |
| 20   | 12月22日      | 小島よしお                                    | 芸能界でも一部しか知らないキッズ仕事の付加価値と特徴                                    | 今井華、岡田結実、Niki、日比美思、松田るか                                                         |                 |
| 21   | 2018年1月26日 | 板倉俊之（インパルス）                        | これができれば仕事のオファーが激増!?テレビマン受けするマル秘テクニック講座              | 菊地亜美、宮澤佐江、小泉遥、日比美思、関あいか                                                     |                 |
| 22   | 2月3日        | 村上健志（フルーツポンチ）                    | ブレイクの影に潜む危険な地雷講座                                                        | 入矢麻衣、小倉優香、菊地亜美、日比美思、宮澤佐江                                                   |                 |
| 23   | 2月10日       | 岩尾望（フットボールアワー）                  | 人見知り芸人取り扱い講座                                                                | 今井華､ 関あいか、NiKi、日比美思、山地まり                                                         |                 |
| 24   | 2月17日       | 柴田英嗣（アンタッチャブル）                  | 動物の生態から学ぶ芸能界生き残り講座                                                    | 今井華、大和田南那、是永瞳、都丸紗也華、NiKi                                                       |                 |
| 25   | 2月24日       | トレンディエンジェル                          | ハゲ芸人の正しいいじり方講座                                                            | 大和田南那、菊地亜美、都丸紗也華、日比美思、山地まり                                               |                 |
| 26   | 3月2日        | 渡部建（アンジャッシュ） くっきー（野性爆弾） | 大御所MC芸能人のトリセツ講座                                                            | 岡田結実、小倉優香、鈴木奈々、池田美優                                                             | 3時間スペシャル |
| 27   | 3月10日       | FUJIWARA                                      | 番組ゲストオファー激増講座                                                              | 日比美思、小倉優香、菊地亜美、NiKi、山地まり                                                       |                 |
| 28   | 3月17日       | 小沢一敬（スピードワゴン）                    | 芸能界でオンリーワン講座                                                                | 岡田結実、菊地亜美、Niki、日野麻衣、わちみなみ                                                     |                 |
| 29   | 3月24日       | 岩井勇気（ハライチ）                          | 女性タレント芸能界生き残り講座                                                          | 菊地亜美、中川知香、NiKi、日比美思、山地まり                                                       |                 |
| 30   | 3月31日       |                                               | ついに最終回!芸能界生き残り術を総おさらい講座                                           | 岡田結実、菊地亜美、Niki、山地まり                                                                 |                 |